# Olof Kangas
Olof Jorma Kangas, född 13 mars 1946 i Mariehamn, är en finländsk bildkonstnär och målare. 
Kangas har dekoratörsutbildning och är som bildkonstnär autodidakt. Han deltog första gången i De ungas utställning 1972. Vid sidan av sina akrylmålningar och collage är Kangas känd för performance på 1980-talet, ljusinstallationer från 1990-talet framåt, drakkonst och konstnärsböcker. Bakom Kangas symboliska och metafysiska arbeten döljer sig en filosofi, som baserar sig på en samverkan mellan den mänskliga kulturhistorien, matematiken, det verkliga och det overkliga. Geometriska former såsom cirkeln och pyramider förekommer ofta i hans verk. I. början av 2000-talet återvände Kangas till måleriet och ställde ut dramatiskt laddade naturscener. Han har utfört offentliga konstverk bland annat i Samfundet Folkhälsans huvudbyggnad. Han har även verkat som grafisk formgivare och scenograf vid Unga teatern (Skolteatern), Åbo svenska teater och Wasa Teater.